# Bredestraat (Maastricht)
De Bredestraat (Maastrichts: Breistraot) is een straat in het centrum van Maastricht. De straat vormt de verbindingsroute tussen het Onze-Lieve-Vrouweplein en het Vrijthof en is vanouds een voorname woonstraat, waaraan een groot aantal monumenten en enkele stadspaleizen liggen. Tegenwoordig is de Bredestraat een gemengde winkelstraat, waarvan met name de winkels in het oostelijk deel tot het luxere segment behoren.

## Geschiedenis
Eeuwenlang gold de Bredestraat (Latijn: Platea lata) als een der voornaamste woonstraten van Maastricht. Op de stadsplattegrond van Simon de Bellomonte uit 1587 wordt naast de naam Platea lata aangegeven dat de straat vroeger bekendstond als Via regia (koninklijke weg). Die eerste naam wordt al in 1139 gebruikt; de tweede naam berust mogelijk op een misverstand. De Maastrichtse humanist Matthaeus Herbenus meende in de 16e eeuw dat de Onze-Lieve-Vrouwpoort, min of meer aan het eind van de Bredestraat gelegen, voorheen Porta Regia heette, maar onbekend is waarop dit idee gebaseerd was.
Op de hoek van de Bredestraat en het Onze-Lieve-Vrouweplein, op de plek waar thans de Wolwaag ligt, lag in de Middeleeuwen de Sint-Vincentiuskapel, vernoemd naar de heilige Vincentius van Zaragoza. De wijk- of kerspelkapel, die begin 13e eeuw al vermeld wordt, was onderhorig aan het kapittel van Sint-Servaas. Na het Beleg van Maastricht (1632) werd de in onbruik geraakte kapel genaast door het Staatse garnizoen en ingericht als wapendepot. Het is niet bekend wanneer de kapel is afgebroken.
Tegenover de kapel van Sint-Vincent lag, op de hoek Bredestraat-Wolfstraat, de lommerd. In Maastricht werden de lombardhouders of bankiers aangesteld door de hertog van Brabant, na 1632 door de Staten-Generaal. De oudst bekende lombardhouder was Petrus de Stocheim (vanaf 1362), maar meestal werd de functie bekleed door Italianen. Waarschijnlijk verhuisde de lommerd in de 17e eeuw van de Bredestraat naar de Vissersmaas.
Aan het andere uiteinde van de Bredestraat, aan het Vrijthof, lagen twee gasthuizen, die beide aan het Sint-Servaaskapittel toebehoorden. Op de noordoosthoek lag het Sint-Servaasgasthuis, dat al vóór 1171 gesticht moet zijn en zich richtte op pelgrims die naar het graf van Sint-Servaas kwamen. Deze kregen drie dagen gratis onderdak en voeding aangeboden. Vanaf de 17e eeuw waren er ook armen in ondergebracht. Op de zuidoosthoek lag het Sint-Jacobsgasthuis, dat aanvankelijk gericht was op pelgrims op doorreis naar Santiago de Compostella. In de 15e eeuw liep het aantal pelgrims op de Sint-Jacobsweg terug en werden de gasthuizen samengevoegd. De Sint-Jacobskapel werd na de overname van de Sint-Janskerk door de protestanten in 1633 het nieuwe onderkomen van de Sint-Jansparochie. Begin 19e eeuw werden beide gasthuizen gesloopt.

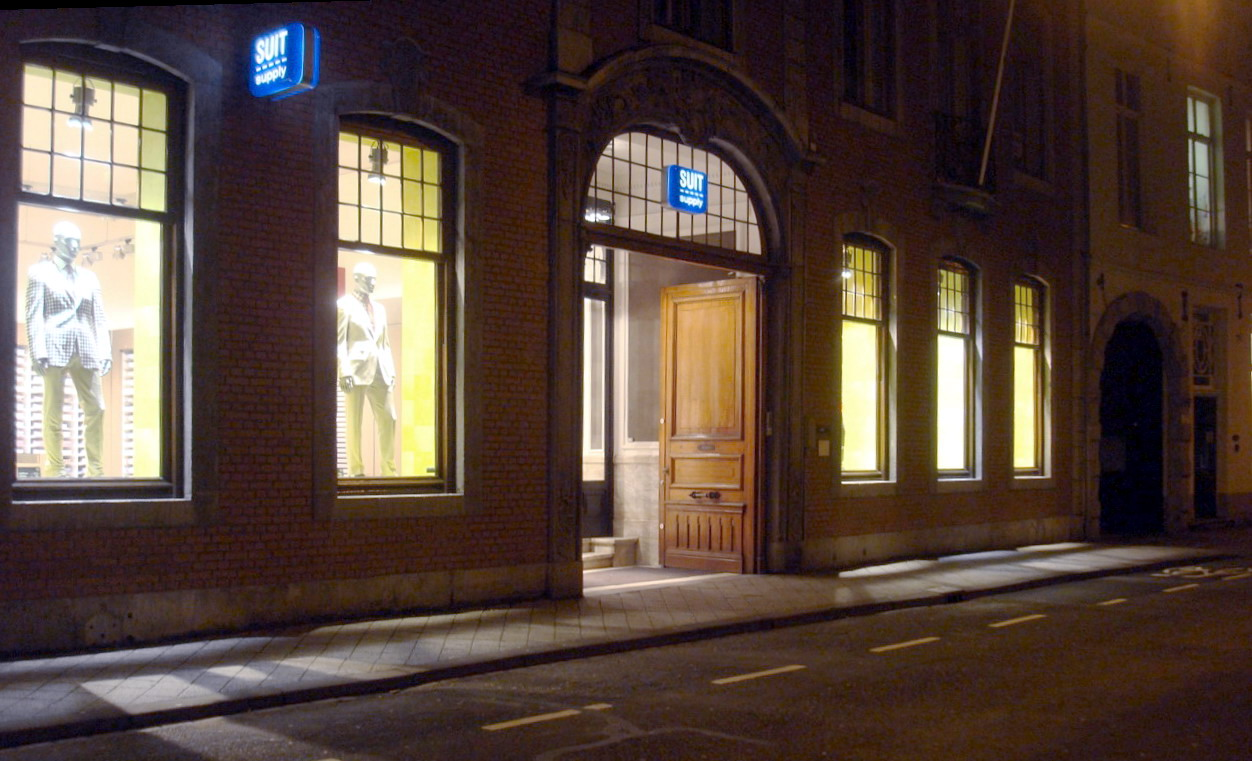
Luxe winkels in de Bredestraat anno 2010

In de Bredestraat waren enkele poorthuizen gevestigd, aanzienlijke stadshuizen die toebehoorden aan belangrijke adellijke families uit de omgeving. Aan de zuidzijde van de straat lag de Poort van Rekem (of Reckheim). Dit huis kwam in 1580 in handen van de jezuïeten, die zich rond 1565 als verdedigers van de contrareformatie in de stad hadden gevestigd. De jezuïeten hadden in 1575 al een tweetal huizen op de hoek van het Onze-Lieve-Vrouweplein verworven, waar ze een collegium medium met 150 leerlingen waren begonnen. Na het gedwongen vertrek van de jezuïeten in 1639 woonde de vestingcommandant Stein-Callenfels in de Poort van Rekem. Een jaar later vestigden ook de beide hooggerechten er zich tijdelijk (tot de ingebruikname van het nieuwe Stadhuis van Maastricht in 1662). In 1657 verkochten de jezuïeten het pand aan het stadsbestuur. Eind 19e eeuw woonden er leden van de ondernemersfamilie Regout, onder anderen de politicus Louis (II) Regout.
Even verderop lag de Poort van Rimburg (of Rymborch), voor het eerst genoemd in 1324. Het poorthuis werd aanvankelijk Huis van Groesselt genoemd, omdat het oorspronkelijk in bezit was van de heren van Gronsveld. Volgens een legende lag in de tuin van de Poort van Rimburg de kapel van de 7e-eeuwse bisschop van Maastricht Amandus en zijn opvolgers. Volgens een andere overlevering stond ergens in de Bredestraat het geboortehuis van bisschop Lambertus. In de gevel van een huis op de hoek met de Hondstraat heeft men in de jaren 1920 een beeldje van de heilige geplaatst.
In 1593 schonk Agnes van Bylandt de Poort van Rimburg aan de jezuïeten, waarmee dezen een groot deel van de straat in handen hadden. Op het terrein aan de noordzijde van de Bredestraat, tussen de Wolfstraat en de Heggenstraat, verrees een complex van scholen en kloostergebouwen, waarvan slechts een klein deel bewaard is. De school groeide van 500 leerlingen in 1595 naar 700 in 1619. Voor de nieuwe kerk werden diverse ontwerpen gemaakt en afgekeurd, maar uiteindelijk werd tussen 1606 en 1614 het ontwerp van Peter Huyssens uitgevoerd. Huyssens was in 1598 bij het Maastrichtse klooster ingetreden, en zou later nog diverse andere barokkerken elders in de Zuidelijke Nederlanden bouwen. Van 1642 tot 1673 kerkte de Waalse gemeente in het gebouw, dat na het Verraad van Maastricht (1638) door de jezuïeten moest worden opgegeven. Na de opheffing van de orde in 1773 stonden de gebouwen even op de nominatie om gesloopt te worden. Uiteindelijk werd de kerk in 1788 overgedragen aan de Sociëteit tot Oprichting van een Schouwburg, die het gebouw door Mathias Soiron liet verbouwen tot theater. De Bonbonnière werd nog diverse malen verbouwd en bleef tot de oplevering van het Theater aan het Vrijthof in 1992 in gebruik als stadsschouwburg, het voornaamste theater in Maastricht.
Een cultureel centrum dat zich op een geheel andere publiek richtte, maar eveneens zijn oorsprong vond in een jezuïetenstichting, lag op de binnenplaats van het pand Bredestraat 23: de jongerensociëteit Berchmans, meestal aangeduid als 'De Berchmans', genoemd naar de Vlaamse jezuïetenpater Jan Berchmans (1599-1621). De vereniging was in 1883 opgericht als ‘Berchmans Compagnie’ met de doelstelling om "het jonge volk aan ordelijkheid en stichting in de kerk te gewennen" en "het trouw kerkgaan te bevorderen". Vanaf de jaren 1920 kwam er meer aandacht voor ontspanning en culturele vorming van de arbeidersjeugd, onder andere door de oprichting van een zangkoor (1926), gymnastiekvereniging (1929), voetbalclub (1930), tafeltennisclub, toneelvereniging, mondharmonicaclub en drumband. In de jaren 1960 werd onder leiding van pater Frits van der Ven een progressievere weg ingeslagen, met een open jongerensoos in de kelder van de Sint-Theresiakerk. Het aantal leden groeide in enkele jaren van negentig naar vijfhonderd. Op 4 september 1966 werd de sociëteit aan de Bredestraat geopend, een typische jaren zestig 'soos' met onder andere sportfaciliteiten, een eetgelegenheid, een danskelder en een theetuin (waar veel geblowd werd). De Berchmans was vooral gericht op werkende jongeren, waarbij voor het eerst ook meisjes werden toegelaten. Er vonden exposities, film- en discussieavonden plaats (onder andere over mode, seks en dienstweigering), er kon gedanst worden en er traden tal van bekende popgroepen op. Samen met jongerensociëteit Kombi werden 'beatmissen' en andere eigentijdse religieuze activiteiten georganiseerd. Een van de medewerkers van het eerste uur was 'amusementsmanager' Jan Smeets, die in 1970, samen met anderen, het eerste Pinkpopfestival organiseerde. Een bekend dj was Hubert van Hoof. In 1972 viel het doek voor De Berchmans. In het pand is al vele jaren een bekend veilinghuis gevestigd.
De Bredestraat was traditioneel een woonstraat voor gegoede burgers. In de loop van de twintigste eeuw is het aantal commerciële activiteiten sterk toegenomen: winkels, kantoren, banken, kleinschalige bedrijven, horeca en een theater. In recente jaren is er met name in het oostelijk deel van de straat een verschuiving waar te nemen naar winkels in het duurdere marktsegment.

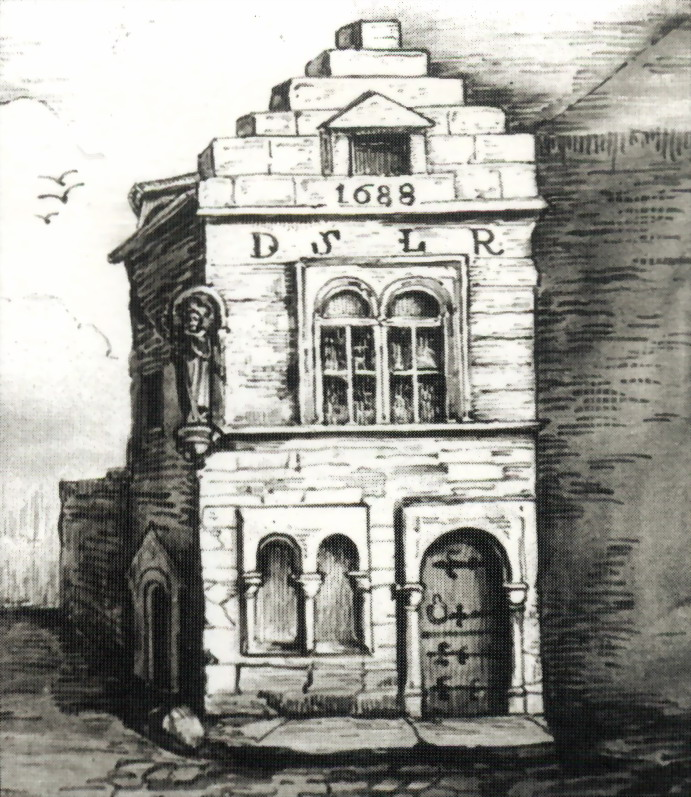
Zgn. geboortehuis Lambertus
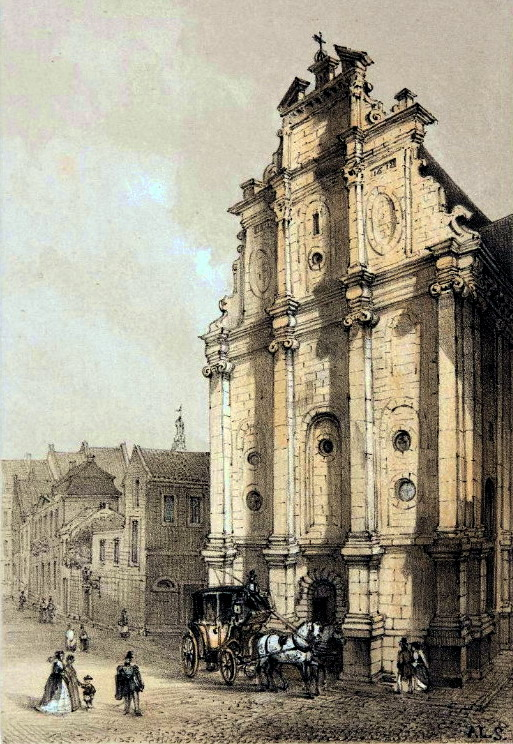
Westfaçade Jezuïetenkerk, 1857
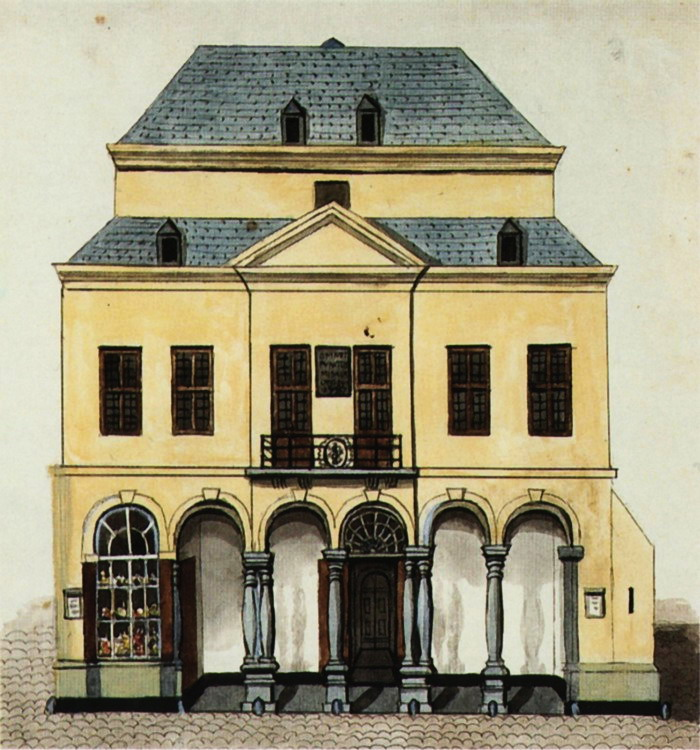
Oostfaçade Bonbonnière, ca. 1850
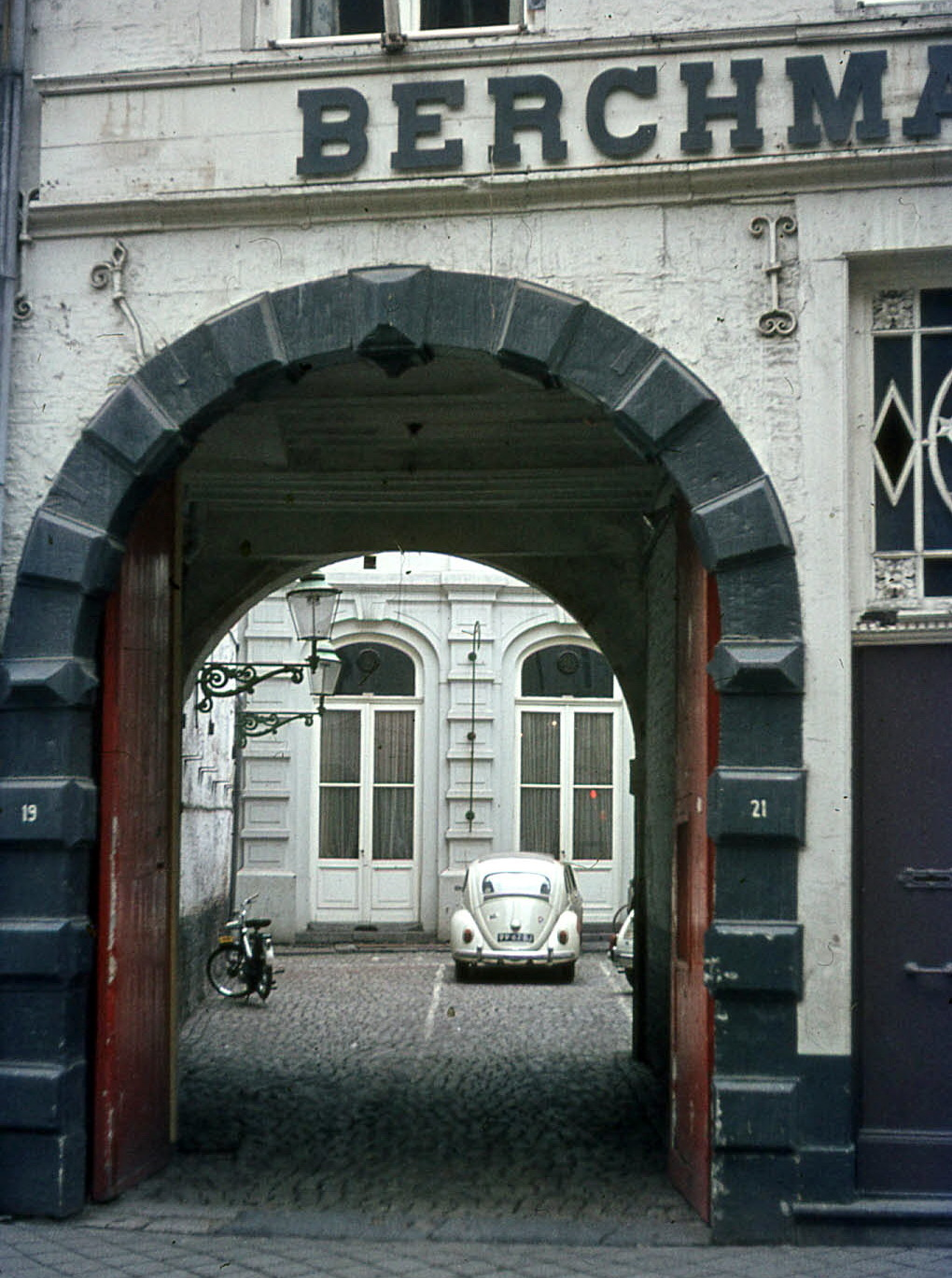
Bredestraat 19-23: De Berchmans, ca. 1966-1972

## Bezienswaardigheden
De Bredestraat ligt binnen het beschermd stadsgezicht van Maastricht. De straat telt 30 rijksmonumenten, waarmee ze de twaalfde plaats inneemt van monumentrijke straten en pleinen in Maastricht.

### Theater, poorthuizen, stadspaleizen

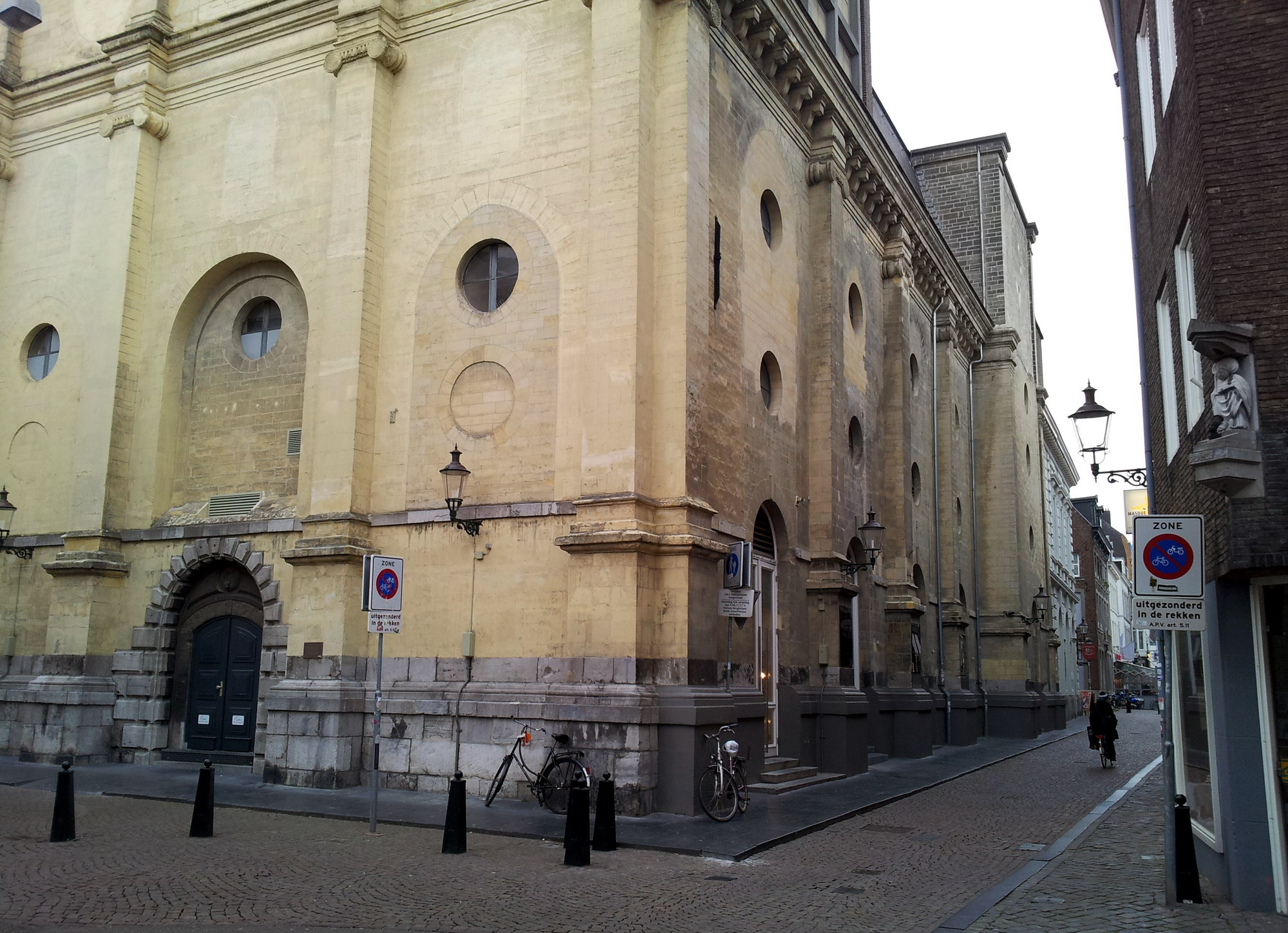
West- en zuidfaçade Jezuïetenkerk

De voormalige Jezuïetenkerk is in de loop der eeuwen sterk aangepast. De oorspronkelijke plattegrond toonde een enkel schip met een tongewelf en een pseudotransept. Bij de 18e-eeuwse verbouwing tot theater werden de ramen dichtgemetseld en werd een tussenvloer in het kerkschip aangebracht, die de ruimte in tweeën deelde. De gevel aan de Bredestraat is van Zichener mergelsteen op een plint van Naamse steen. Sinds enige jaren bepalen winkeletalages aan de zuidgevel het aanzicht van de voormalige kerk. De westelijke barokgevel, die in de 19e eeuw al zeer was verminkt, werd in 1955 verhoogd om de nieuwe toneeltoren te herbergen (ontwerp van Frans Dingemans). Het entreegebouw aan de oostzijde in neoclassicistische vormen is een gezamenlijk ontwerp van de Luikse architect Julien Rémont en de Maastrichtse stadsarchitect W.J. Brender à Brandis, dat gerealiseerd werd van 1877-79. Ook het interieur werd toen naar het voorbeeld van de Brusselse Muntschouwburg verbouwd, waarna het de naam Bonbonnière kreeg. In het huidige theaterinterieur herinnert niets meer aan de voormalige kerkfunctie.
De benaming 'poort' heeft in Maastricht betrekking op een adellijke stadswoning. Aan de Bredestraat 12 bevindt zich een 18e-eeuws stadspaleis, dat op de fundamenten van de middeleeuwse Poort van Rimburg is gebouwd. De kelder van kolenzandsteen is nog deels uit de 14e eeuw. Aan de Heggenstraat ligt nog een oude inrijpoort, wellicht uit de 16e eeuw. De statige lijstgevel aan de Bredestraat is veel jonger (vroege 18e eeuw) en telt negen traveeën met reliëfbanden, paneelvullingen, hoekblokken en kozijnen van Naamse steen.
De Poort van Rekem (nr. 17) heeft eveneens een brede lijstgevel, die in de 18e en 19e eeuw is vernieuwd. De hoeken en het middendeel van de gevel zijn met geblokte lisenen afgezoomd. De gevel heeft segmentboogvensters in Naamse steen. In de middenpartij bevindt zich een poort, waarvan de gebeeldhouwde poortomlijsting met rocailles in Lodewijk XV-stijl is versierd. In het bekronend fronton is een gebeeldhouwd reliëf aangebracht. De zijgedeelten van de gevel zijn in het midden voorzien van Franse balkons uit de eerste helft van de 19e eeuw. In het interieur zijn nog fraaie stucwerkdecoraties aanwezig.
Het Huis De Crassier (nr. 10) werd in 1708 gebouwd voor de schepen Servaas Loyens, maar is genoemd naar de jurist Guillaume, baron de Crassier, die met een kleindochter van Loyens was getrouwd. De vroeg-18e-eeuwse gevel doet modern aan, ondanks het gebruik van traditionele materialen (baksteen en hardstenen kozijnen). Het pand heeft zeven vensterassen; de middenas is rijk versierd.

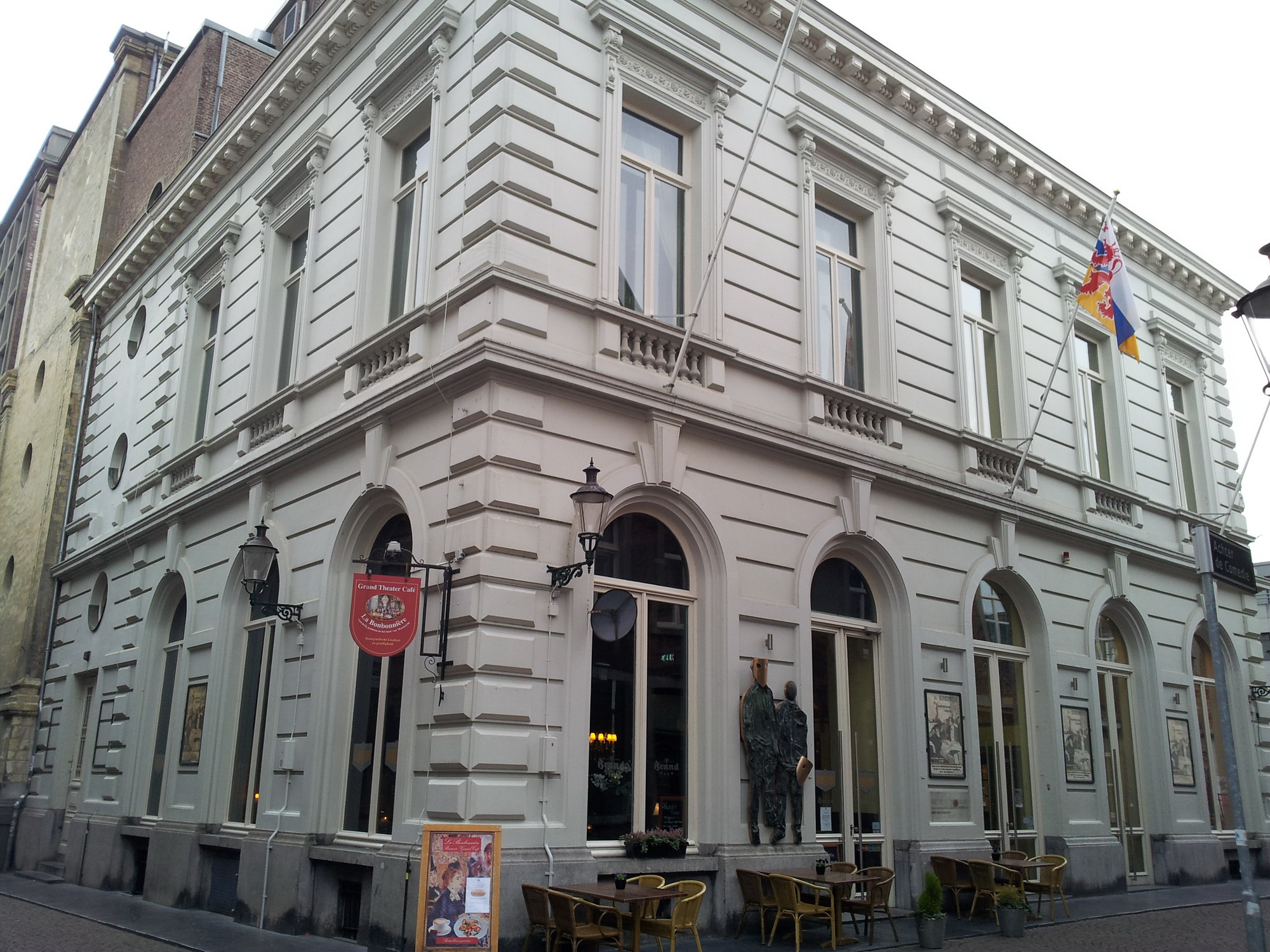
Entreegebouw Bonbonnière
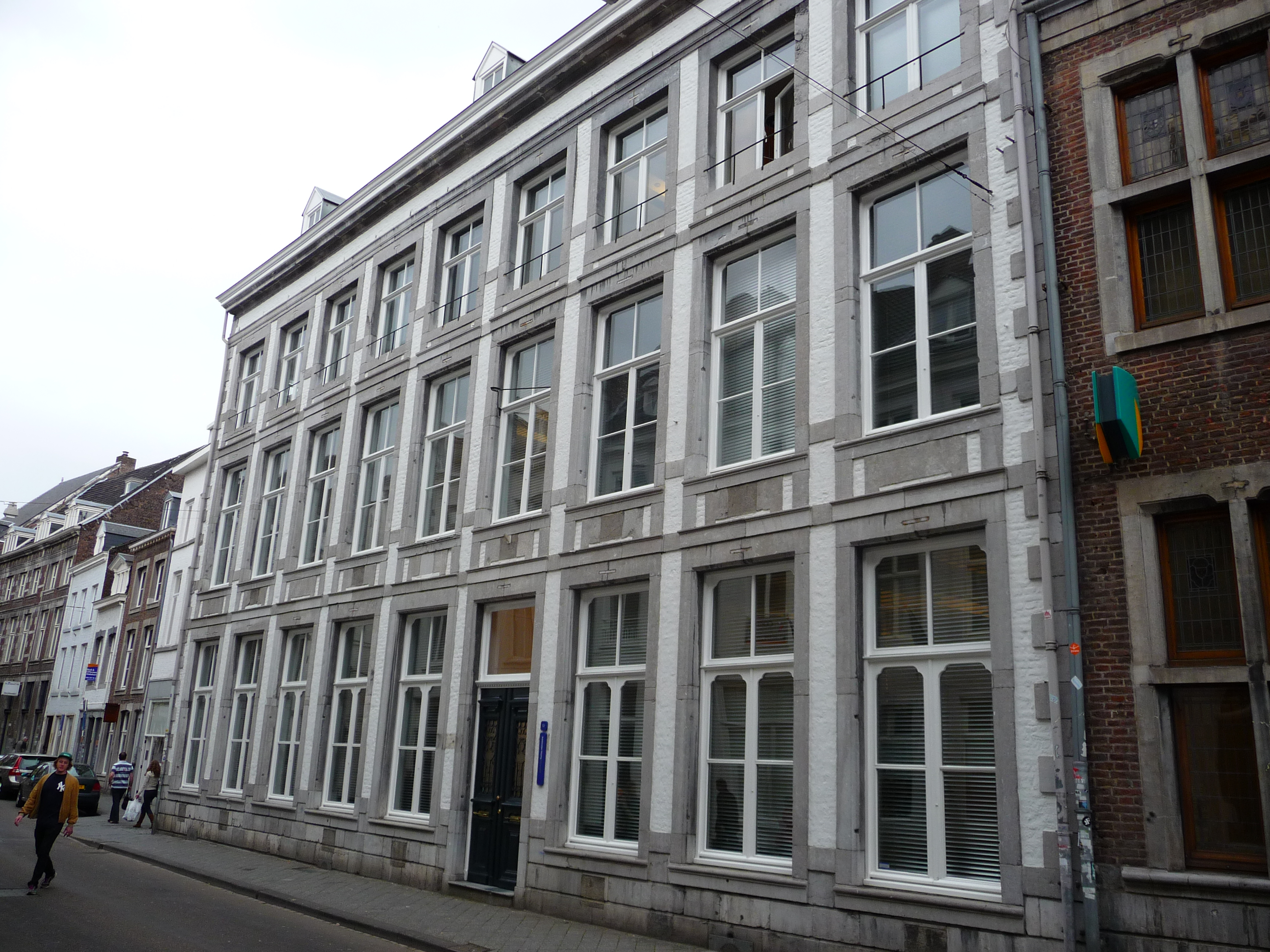
Poort van Rimburg
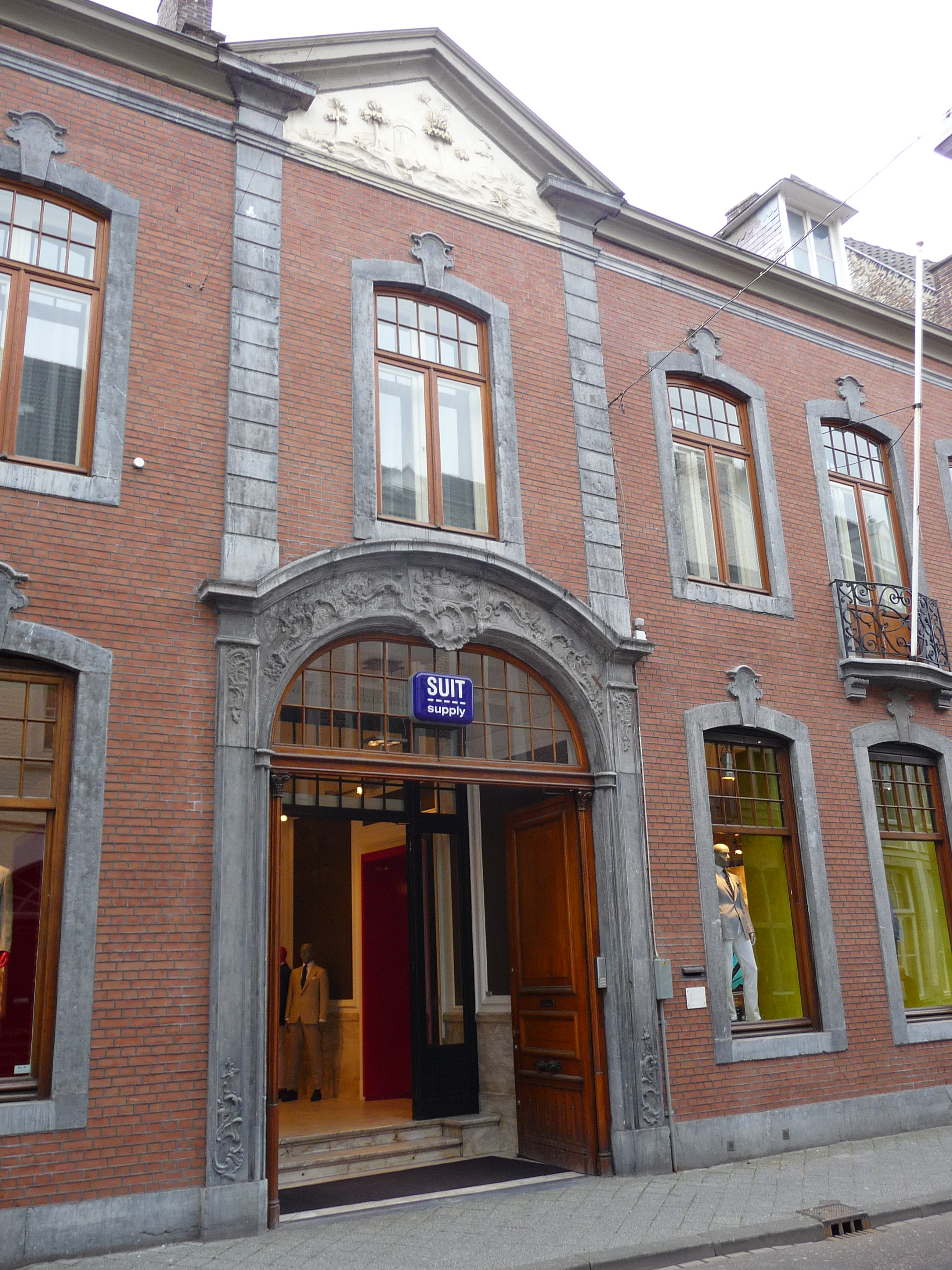
Poort van Rekem
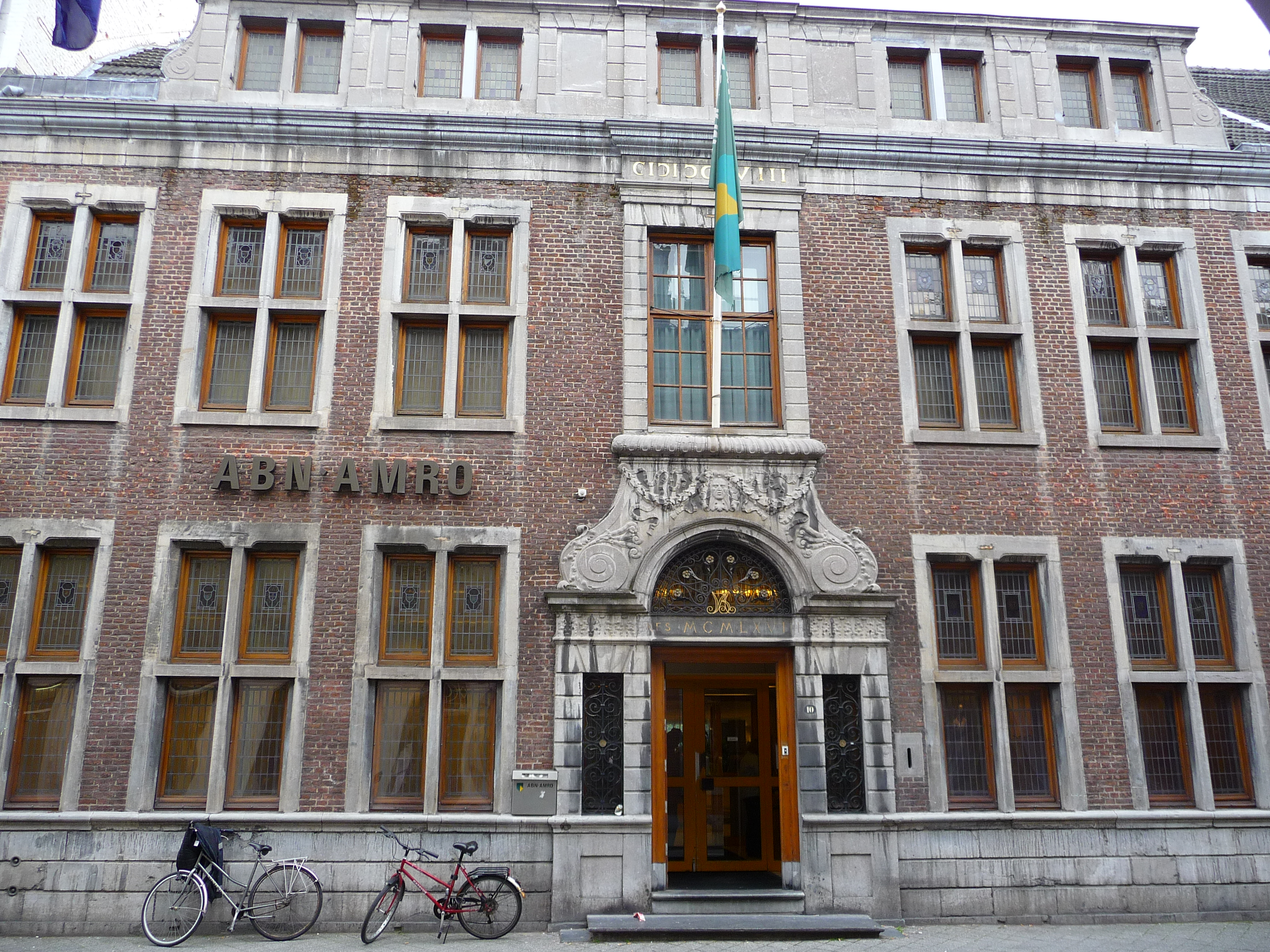
Huis de Crassier

### Overige monumentale woonhuizen
In de Bredestraat bevinden zich goed bewaarde 17e- en 18e-eeuwse herenhuizen met gevels in Lodewijk XV- of Lodewijk XVI-stijl. Enkele huizen zijn gebouwd in de traditioneler ogende Maaslandse renaissancestijl (bijvoorbeeld nrs. 13, 23, 24 en 39).
In de traditionele, 17e-eeuwse gevel van Bredestraat 15 is later een deuromlijsting in Lodewijk XV-stijl aangebracht. Bredestraat 19-23 is een gebouwencomplex met een brede voorgevel in Maaslandse renaissancestijl, eindigend in een hoofdgestel met consoles. De gevel is egaal wit gesausd, waardoor het contrast tussen de bakstenen en hardstenen delen deels verloren is gegaan. De rondbogige koetspoort met kussenblok-omlijsting geeft toegang tot een binnenplaats, waaraan, verrassend, een neoclassicistische vleugel grenst, de voormalige Berchmans sociëteit. Het huis op nr. 39 is vroeg-17e-eeuws, maar de moderne winkelpui detoneert bij de rest van de gevel.

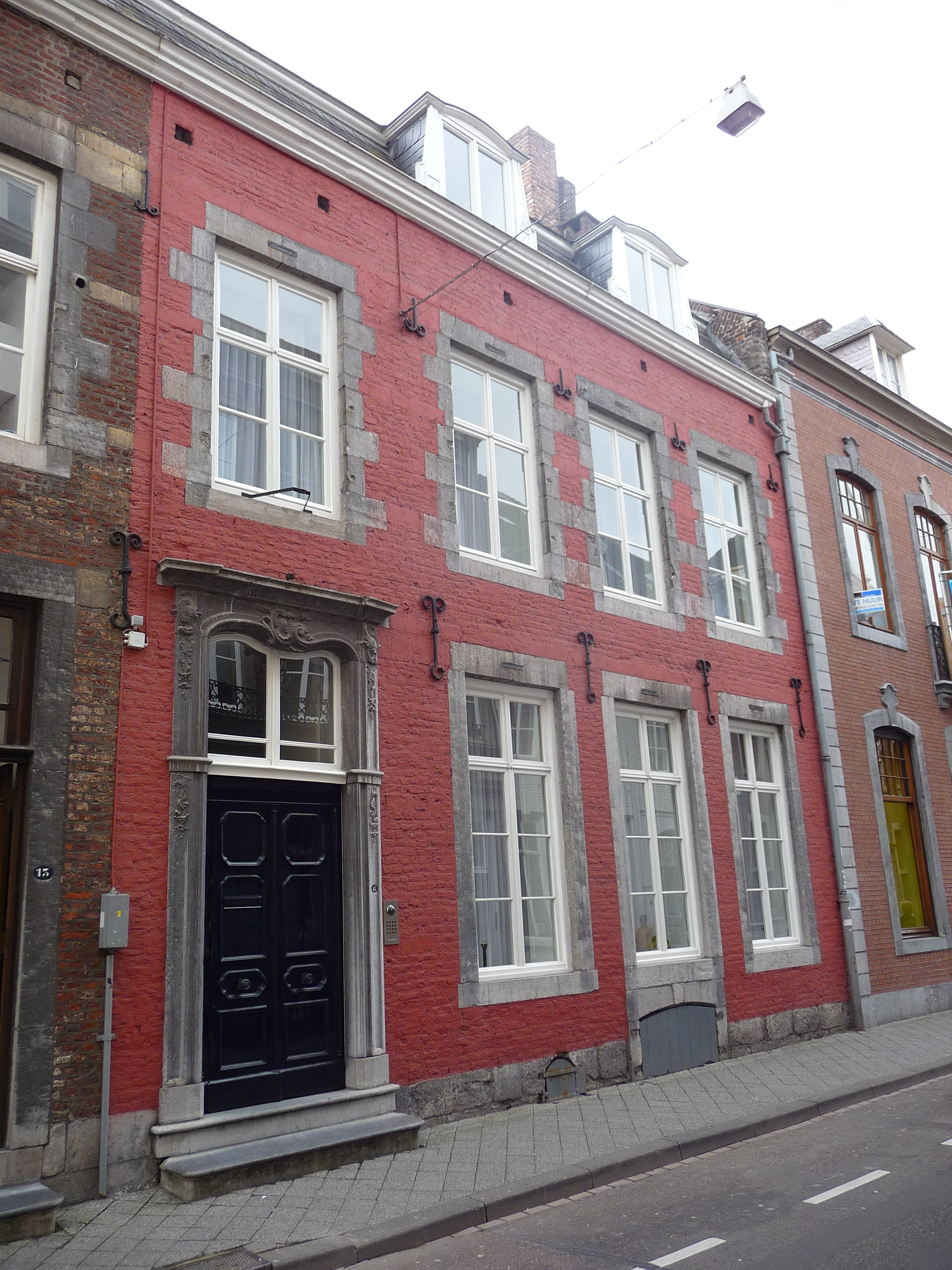
Bredestraat 15
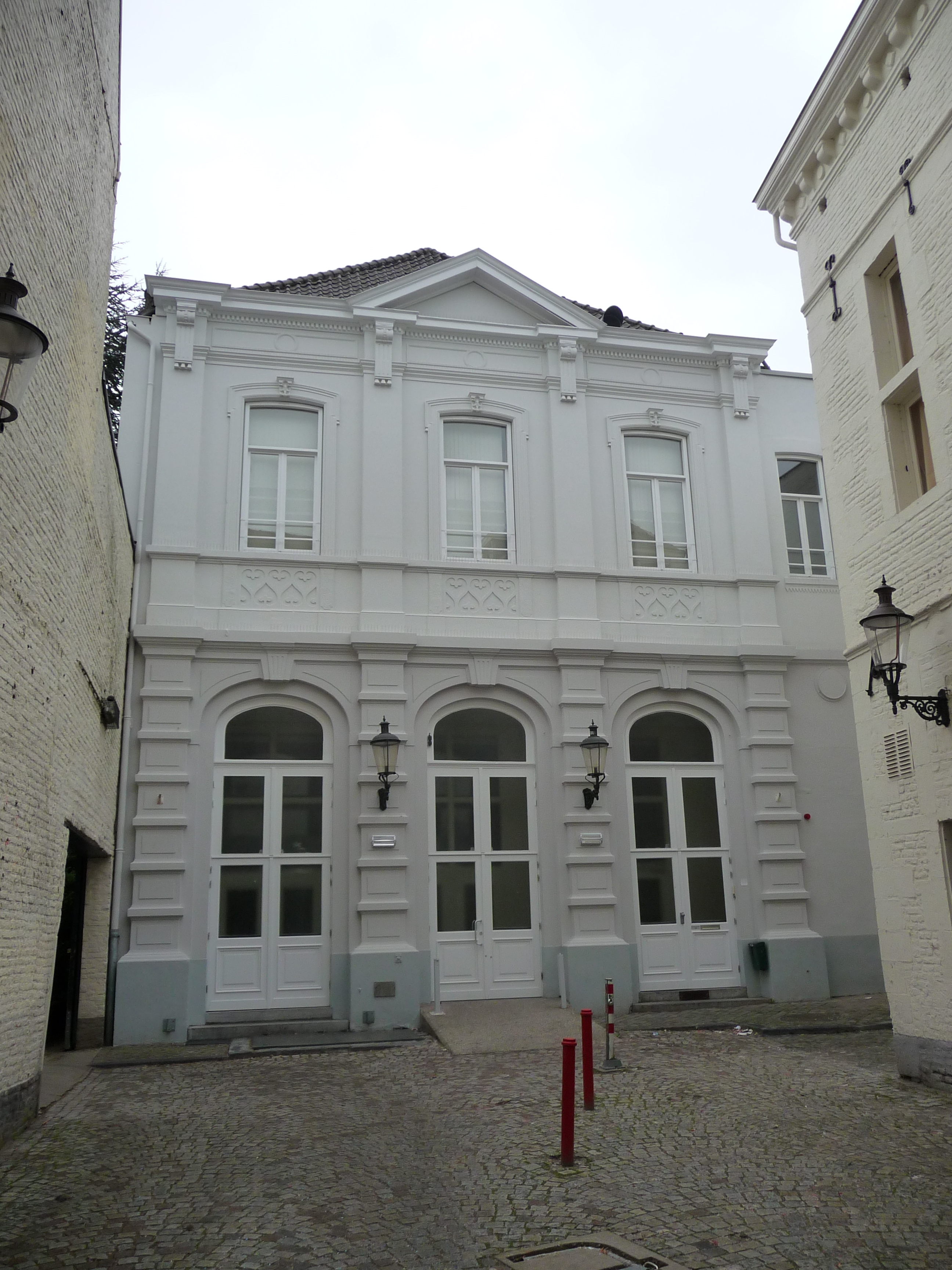
Bredestraat 19-23
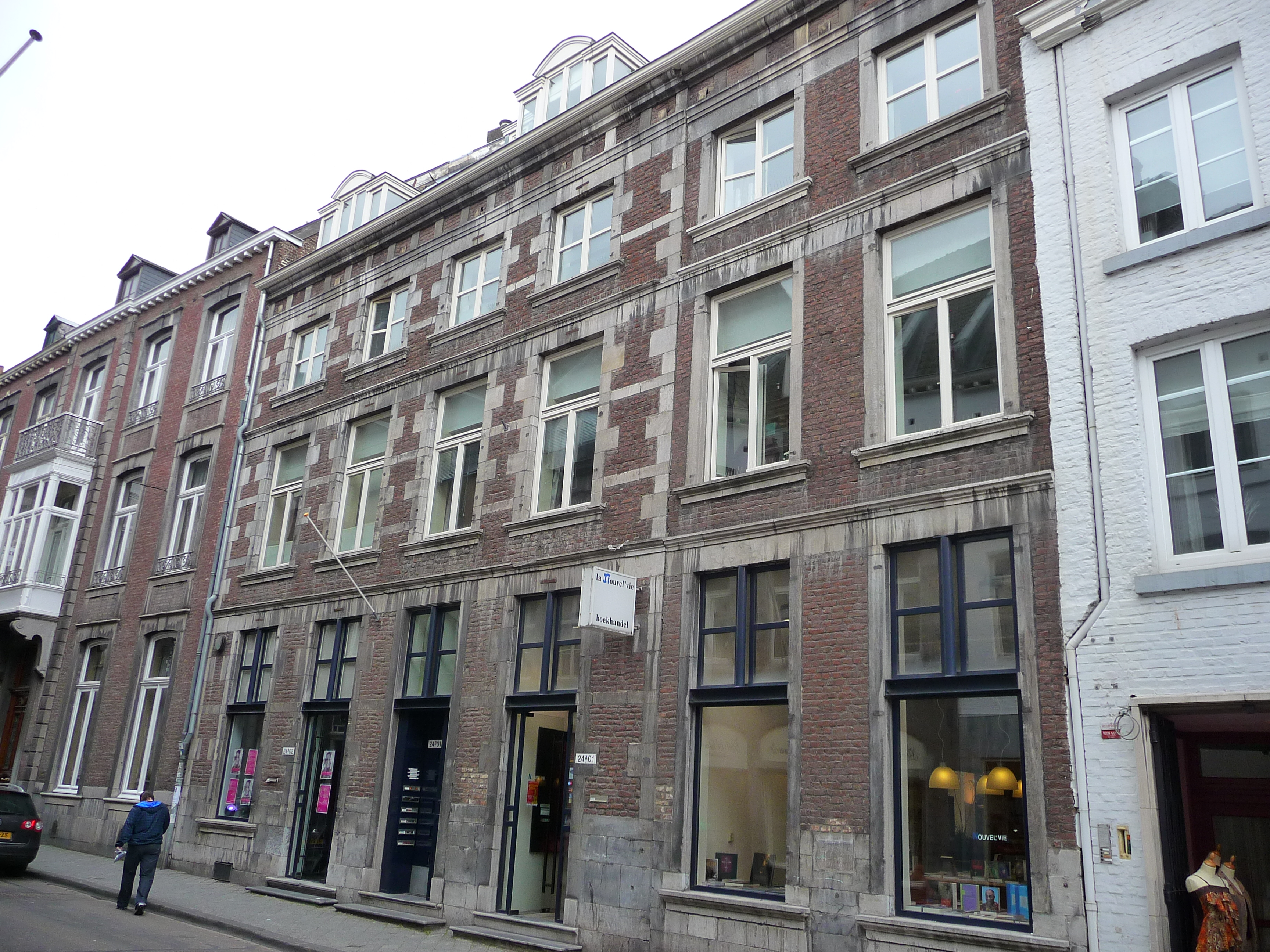
Bredestraat 22-24-26
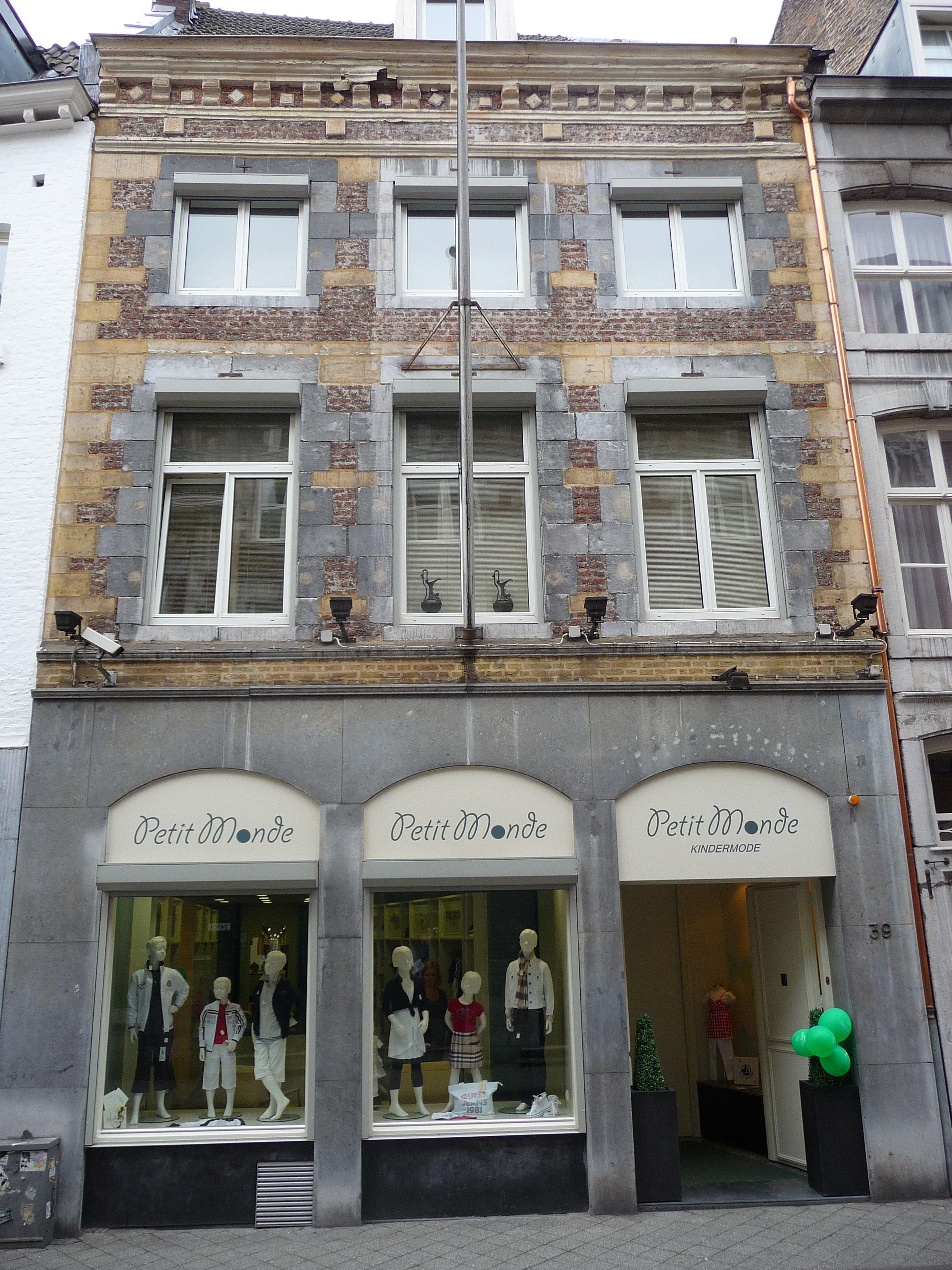
Bredestraat 39

### Beelden, reliëfs, oorlogsmonument
Op de hoek van de Bredestraat en de Hondstraat bevindt zich een modern beeldje van Sint-Lambertus op de plek waar men in het verleden meende het geboortehuis van de Maastrichtse bisschop te kunnen situeren. Na de Tweede Wereldoorlog zijn op diverse plaatsen in de straat Mariabeeldjes geplaatst, als onderdeel van een campagne om de aloude bidweg van de Sterre der Zee zichtbaar te maken in het straatbeeld. De beeldjes zijn bijna allemaal vervaardigd door de Maastrichtse beeldhouwer Charles Vos.
Diverse panden in de Bredestraat hebben rijk gebeeldhouwde gevels. Noemenswaardig zijn de entrees van het Huis De Crassier (nr. 10) en van de Poort van Rekem (nr. 17). Laatstgenoemd huis bezit tevens een fronton met een gebeeldhouwd reliëf van een arcadisch landschap met palmbomen en een ronde tempel. In de Bredestraat bevindt zich slechts één gevelsteen, een modern exemplaar op nr. 20.
Voor het pand Bredestraat 37 bevindt zich sinds 2019 een struikelsteentje voor Tom Engeln (1902-1945), die hier een stoffenzaak dreef, waar hij een joodse collega uit Amsterdam onderduikgelegenheid bood. Engeln werd in oktober 1941 verraden door zijn ex-vrouw. Na een jarenlange zwerftocht langs Duitse kampen stierf hij van uitputting in Mauthausen, een week voor de bevrijding.

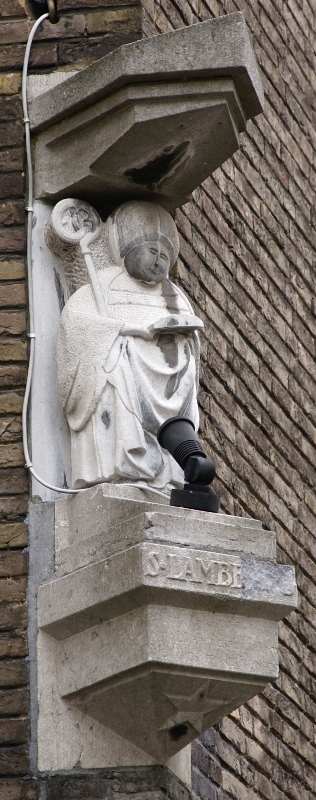
Sint-Lambertusbeeldje
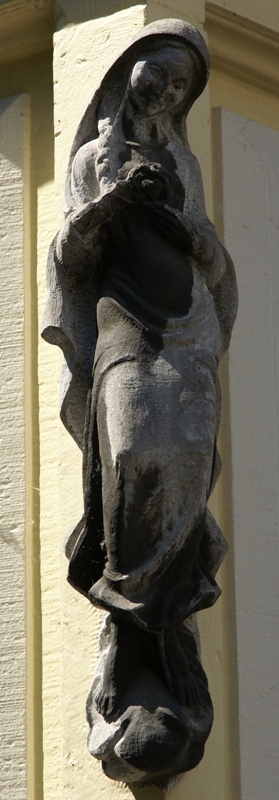
Onbevlekt Hart van Maria
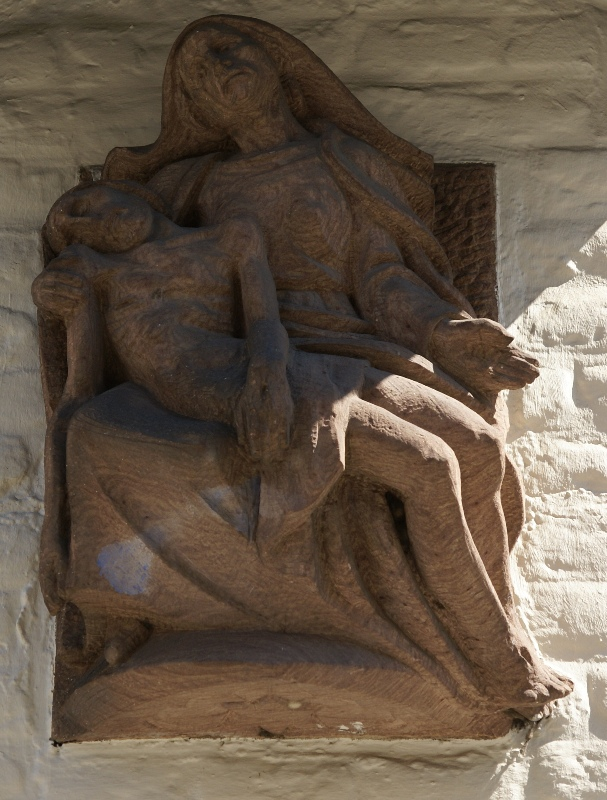
Piëta-reliëf
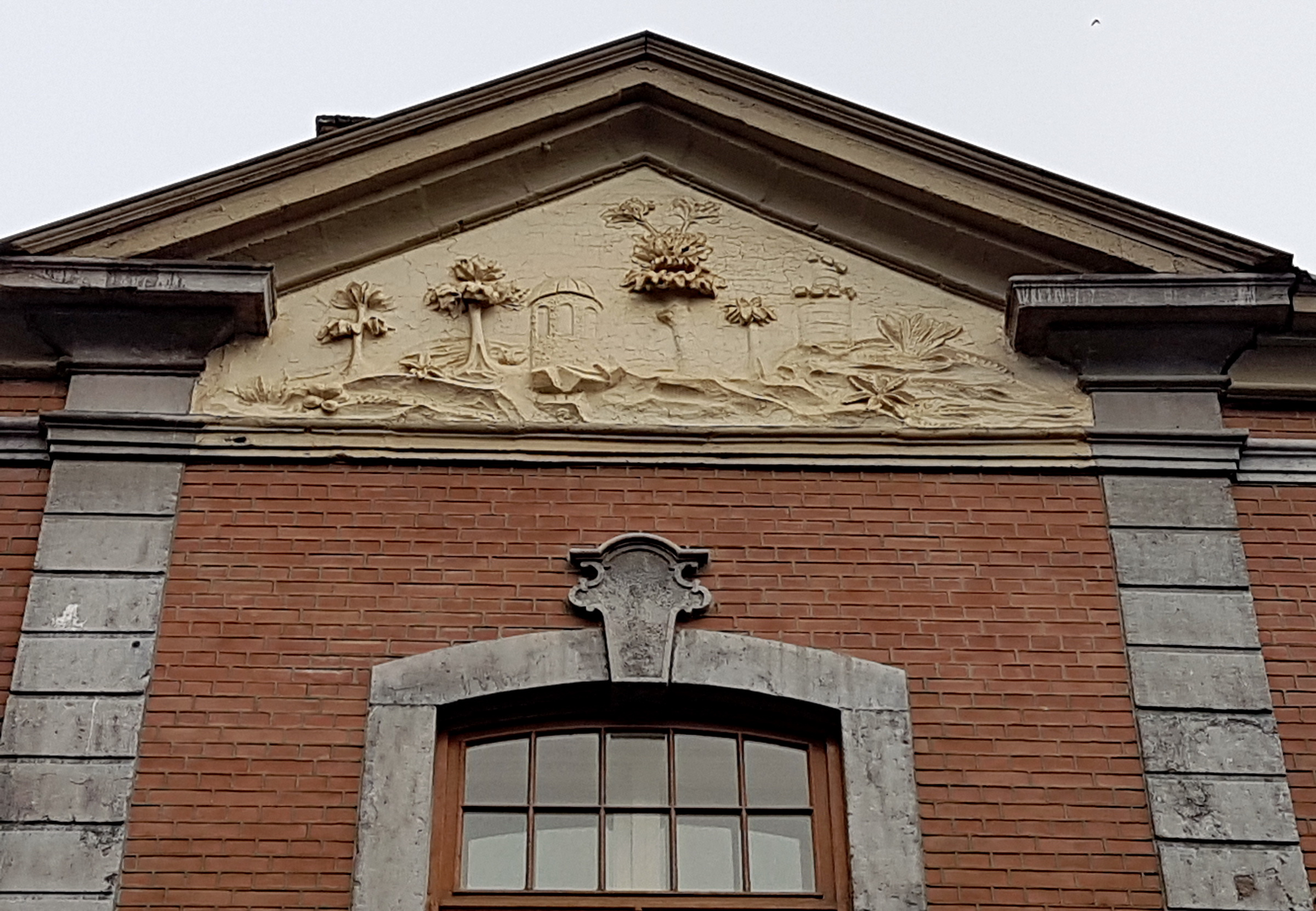
Fronton Bredestraat 17

## Trivia
- In de 17e en 18e eeuw woonden diverse leden van de schildersfamilie Coclers (onder anderen Philippe en Jean-Baptiste Coclers) in het huis De Pluym in de Bredestraat.[17]
- Op de hoek van de Bredestraat en de Heggenstraat werd op 28 februari 1791 Henriëtte d'Oultremont de Wégimont geboren, hofdame, later tweede echtgenote van koning Willem I. In de 20e eeuw was het café La Patraque ("de rammelkast") in de Platielstraat (precies achter het geboortehuis) naar haar vernoemd.[18]
- Het 19e-eeuwse repertoire van de schouwburg was van laag allooi. Gruwelijke melodrama's en platvloerse kluchten wisselden elkaar af. Alle voorstellingen waren Franstalig. In 1877 moest een verbod op roken en schreeuwen - tijdens de voorstellingen - worden afgekondigd.[19]
- In het Huis De Crassier was tot 1911 een belangrijke kunstverzameling ondergebracht. De collectie, bijeengebracht door verschillende leden van het juristengeslacht De Crassier, werd in 1911 geveild.[20]
- De van oorsprong Friese tandarts, verzetsman, kunstverzamelaar en dandy Taeke Botke bewoonde vanaf 1926(?) het grote huis Bredestraat 5, waar hij extravagante feesten gaf en in 1951 een tentoonstelling van schilderijen van Pyke Koch organiseerde. Over zijn ervaringen in drie verschillende concentratiekampen publiceerde hij in 1966 het boekje Vergeet het toch maar (in 1978 heruitgegeven als Het Revier). Zijn kunstcollectie, waaronder een groot aantal Kochs, raakte na zijn dood verspreid.[21][22][23]